# Las Vegas Boulevard

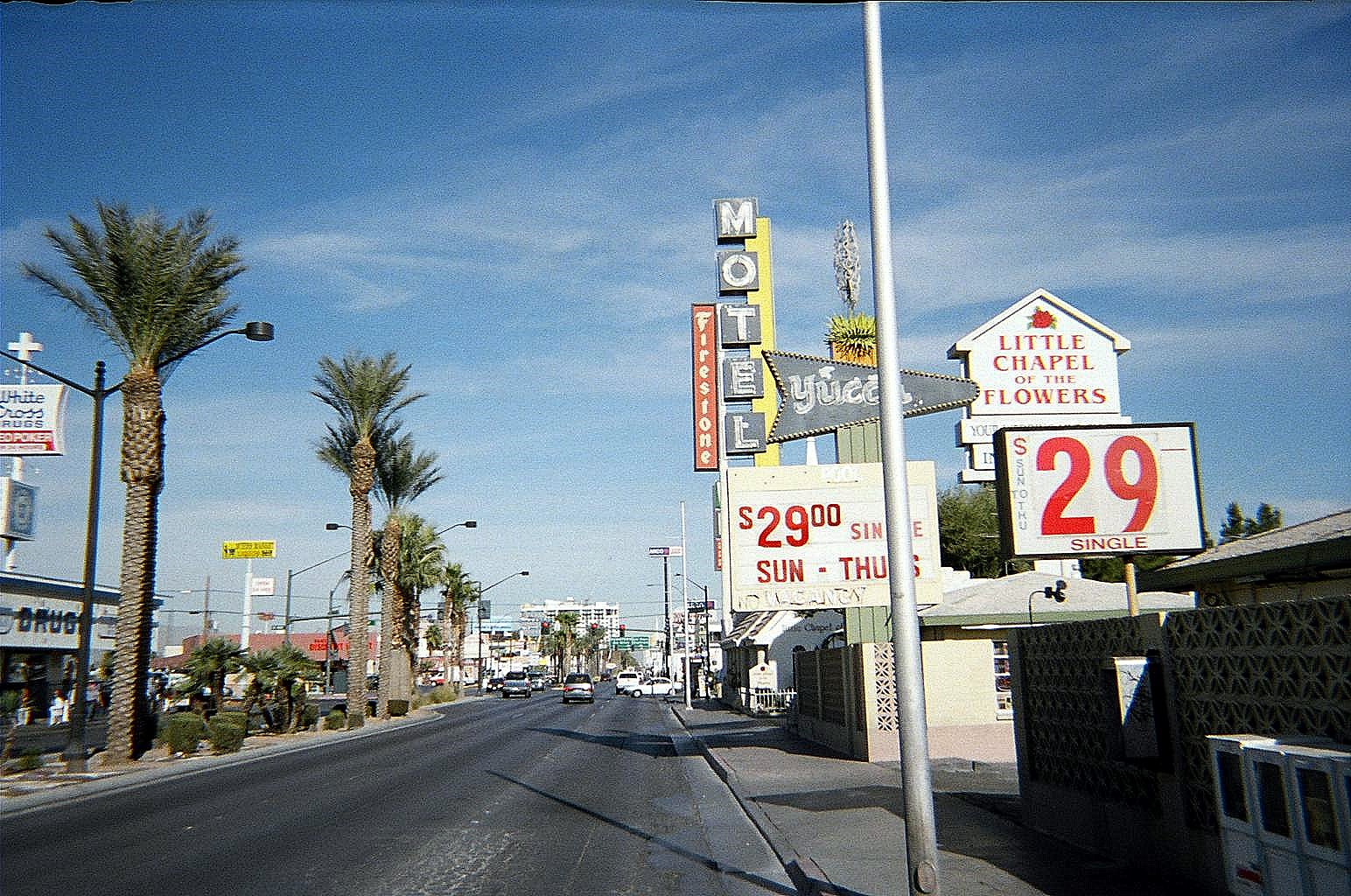
Las Vegas Boulevard w południowym Las Vegas, widok na północ

Las Vegas Boulevard – główna droga w Las Vegas Valley, w amerykańskim stanie Nevada, znana przede wszystkim ze swojej sekcji Las Vegas Strip i położonych przy niej kasyn.

## Historia
Las Vegas Boulevard w przeszłości nosiła kilka nazw, a wśród nich m.in.: 5th Street, Arrowhead Highway, Los Angeles Highway, Salt Lake Highway, U.S. Route 91 (cały odcinek), U.S. Route 93 (od Fremont Street, na północ), U.S. Route 466 (od Jean do Fremont Street, łącznie z Las Vegas Strip) oraz State Route 6.
Wraz z konstrukcją autostrady międzystanowej I-15, Las Vegas Boulevard przestała pełnić rolę najważniejszej drogi Las Vegas Valley; zamiast tego, jej funkcja ograniczyła się jedynie do ulicy miejskiej. Aktualna nazwa ulicy odzwierciedla lokalne znaczenie, podczas gdy w przeszłości mówiła o jej roli jako głównej drogi wewnątrz miasta.
16 października 2009 roku odcinek Las Vegas Boulevard o długości 5,6 km, biegnący na północ od Sahara Avenue, aż do Washington Avenue, wyróżniony został przez National Scenic Byway jako Downtown Las Vegas Boulevard Scenic Byway.

## Przebieg
Las Vegas Boulevard przebiega wzdłuż całkowitej długości miasta Las Vegas w hrabstwie Clark, w stanie Nevada. Jej początek sięga Apex, następnie droga prowadzi na południe, gdzie biegnie w odległości ok. 3,2 km od Jean, na pustyni Mojave. Boulevard kontynuowany jest w Primm, jednak obecnie nie łączy się ze swoimi północnymi sekcjami.
Na północnym krańcu w Apex, Boulevard rozpoczyna się w przemysłowym kompleksie fabryk i elektrowni wzdłuż trasy Union Pacific Railroad. Wraz z oddalaniem się na południe, droga mija Nellis Air Force Base po stronie wschodniej, a także Las Vegas Motor Speedway po stronie zachodniej. Następnie wkracza do North Las Vegas, gdzie biegnie przez obszary starych terenów handlowych.

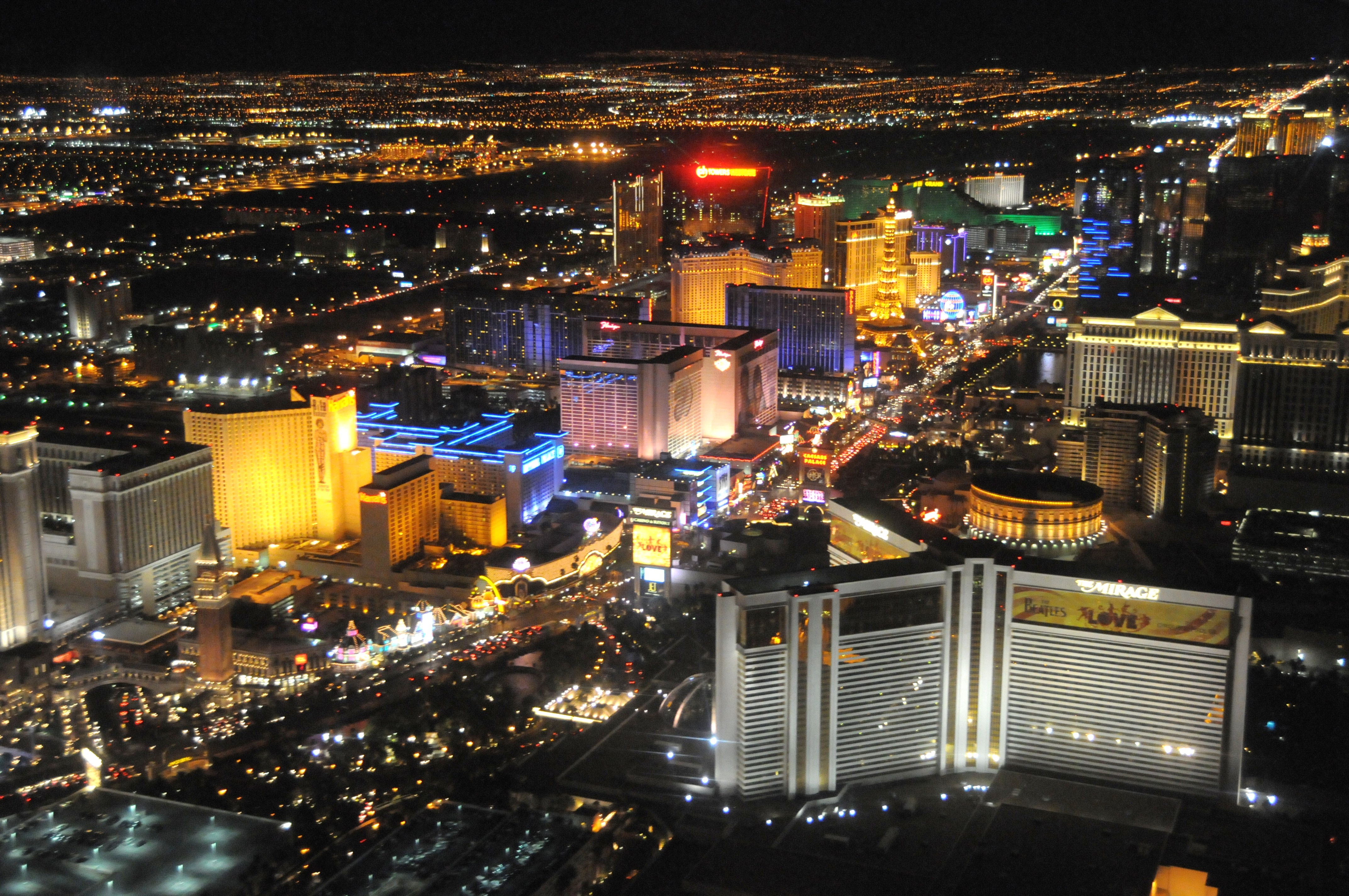
Las Vegas Strip w 2009 roku

Po dotarciu do Las Vegas, Boulevard początkowo przechodzi przez "starą" część miasta, w której znajdują się historyczne kasyna i kluby ze striptizem. Na kolejnych mijanych obszarach Las Vegas siedziby mają liczne muzea, zaś po przekroczeniu Washington Avenue, odcinek Boulevard, aż do Sahara Avenue, wyróżniony jest jako Downtown Las Vegas Boulevard Scenic Byway przez National Scenic Byway.
Południowy kraniec Las Vegas Boulevard przebiega przede wszystkim przez tereny, na których znajdują się stare motele, bary i kaplice ślubne, stanowiące ważne punkty turystyczne w przeszłości, zanim zapoczątkowana została era mega-kompleksów.

### Las Vegas Strip
Na odcinku ok. 6,8 km na terenie Las Vegas, Boulevard przyjmuje nieoficjalną nazwę Las Vegas Strip ("the Strip"). The Strip ma swój początek w Stratosphere, a jego ostatnim punktem jest Mandalay Bay. Ta sekcja Boulevard gromadzi największe hotele/kasyna w Las Vegas i stanowi międzynarodowy symbol miasta. Ponadto, większość the Strip została wyróżniona przez National Scenic Byway i włączona do programu All-American Road, czyli dróg typowo amerykańskich.